# 106e Panzer-Brigade Feldherrnhalle
 (octobre 2014).
La 106e Panzer-Brigade Feldherrnhalle, appelée en allemand Panzerbrigade 106 "Feldherrnhalle", était une brigade régulière de la Wehrmacht active durant la Seconde Guerre mondiale. Elle est créée le 28 juillet 1944 dans le Wehrkreis I à partir d’éléments de la Panzergrenadier-Div. "Feldherrnhalle" et des unités de remplacement stationnées à Danzig. Elle participa à la bataille de Metz durant la campagne de Lorraine.

## Constitution
En juillet 1944, l'OKH a ordonné la constitution de quinze divisions d'infanterie de barrage et de 10 brigades blindées, dont la 106e brigade blindée Feldherrnhalle, destinées à combattre sur le front de l'Est. Ces unités devaient être constituées rapidement, vu la situation militaire des Allemands qui devenait de plus en plus précaire durant l'été 1944, à la suite de la grande offensive russe sur le front de l'est ainsi qu'à la progression rapide des alliés à l'ouest depuis le débarquement en Normandie.
La Panzer-Brigade 106 Feldherrnhalle a été constituée à Mielau (Mława) à partir des restes de la Panzergrenadier-Division Feldherrnhalle, détruite début juillet 1944 au sud-est de Minsk (offensive soviétique de l'opération Bagration), et d'unités de réserve diverses. La 106e était la seule brigade blindée qui fut engagée jusqu'à la capitulation, en mai 1945, en tant qu'unité autonome sur divers champs de bataille du front de l'ouest lors de la phase finale de la Seconde Guerre mondiale. Toutes les autres brigades blindées ont été dissoutes petit à petit dans les unités les plus diverses, tel que ce fut le cas pour la 110e brigade blindée Feldherrnhalle qui fut intégrée dans la  13e Panzerdivision avant même son premier engagement.
La 106e brigade blindée Feldherrnhalle était essentiellement dotée de chars du type Panther et elle était constituée des unités suivantes :
- Panzer Abteilung 2106 (4 compagnies)
- Panzergrenadier Bataillon 2106 (5 compagnies dont une dotée du chasseur de chars Jagdpanzer IV)
- Brigade Einheiten 2106 (unités de brigade) (dont une compagnie de génie)

## Commandants successifs
| Date                               | Commandant                        |
| ---------------------------------- | --------------------------------- |
| juillet 1944 au 12 janvier 1945    | Oberst Dr Franz Bäke              |
| 12 janvier 1945 au 24 janvier 1945 | Major Bernhard von Schkopp        |
| 24 janvier 1945 au 3 février 1945  | Oberleutnant Sommer               |
| 3 février 1945 au 29 mars 1945     | Oberstleutnant Dr Heinrich Drewes |
| 29 mars 1945 au 11 avril 1945      | Hauptmann Pohl                    |
| 11 avril 1945 au 8 mai 1945        | Oberleutnant Ernst Matten         |

## Théâtres d'opération
Devant l'avancée rapide des alliés en France après l'effondrement du front de Normandie, certaines de ces unités nouvellement constituées, dont la 106e brigade blindée Feldherrnhalle, furent immédiatement dépêchées sur le front de l'ouest. La 106e brigade blindée a été transférée dès le 31 août 1944 depuis Mielau vers le secteur de Trèves, à l'ouest de l'Allemagne, d'où elle se déploya rapidement au sud de Thionville, en France, pour contre-attaquer les alliés dans le secteur de Metz-Briey-Marville. Cette contre-attaque échoua et la brigade occupa alors des positions défensives autour de Briey avant de se replier au sud du Luxembourg. Lors de ce repli, près de Dippach, la brigade a rencontré un bataillon blindé américain dont elle a réussi à détruire 26 chars et 8 half-tracks.
À partir du 11 septembre 1944, la brigade a effectué des opérations défensives au sud de Trèves avant de se rendre au sud de Metz le 14 septembre, alors que la bataille de Metz commençait, pour freiner la progression de la IIIe armée américaine du général Patton. Elle effectua dans cette région, avec des éléments de la 3e division de Panzergrenadiers, une contre-attaque en direction du sud-ouest, contre la tête de pont de la Moselle autour de Pont-à-Mousson. Ensuite elle a combattu dans le secteur de Château-Salins, Nomeny et Landremont où elle occupa à nouveau des positions défensives jusqu'au 17 septembre. À partir de cette date elle participa à des contre-offensives dans le secteur de la 17e SS Panzergrenadier-Division Götz von Berlichingen autour de Pournoy-la-Grasse et Coin-lès-Cuvry, au sud de Metz, jusqu'au 23 septembre. Ensuite elle contre-attaqua à nouveau dans le secteur de Château-Salins et de Chambrey-Grémecey avant d'être une nouvelle fois sur la défensive autour de Coutures jusqu'au 28 septembre. Durant cette nuit-là, la brigade embarqua sur un train à Leiningen et fut transférée par le rail dans la région de Saint-Dié-Laval-sur-Vologne où elle effectua des missions de reconnaissance. Le 2 octobre 1944, la brigade fut à nouveau transportée par chemin de fer, cette fois-ci dans la région des Vosges située à l'ouest de Belfort. Dans ce secteur elle effectua des contre-attaques et des actions défensives autour de Cornimont jusqu'au 25 octobre, date à laquelle elle fut transférée dans le secteur de la 21e Panzerdivision près de Raon-l'Étape afin de combler une zone dégarnie du front entre la 21e Panzerdivision et la 16e Volks-Grenadierdivision.
La brigade occupa ensuite des positions défensives en Alsace jusqu'au 9 novembre 1944 avant d'être transférée en Lorraine, au sud-est de Metz où elle reçut 42 blindés supplémentaires. Ensuite elle effectua plusieurs combats défensifs, d'abord dans la région de Han-sur-Nied et de Béchy, puis, à partir du 12 novembre, dans la région de Villers-Stoncourt, Adaincourt et Chanville. À partir du 14 novembre, la brigade est affectée à la réserve et elle effectue alors des contre-attaques et des actions défensives au sud de Saint-Avold sous le commandement de la 1re armée allemande. Jusqu'au 19 novembre, elle assura la défense de Faulquemont avant d'être transférée à Sarrebruck, ville depuis laquelle elle fut à nouveau acheminée en train jusqu'à Guebwiller, en Alsace. Elle effectua une contre-attaque dans la forêt de la Hardt, face à la 1re armée française, avant d'être placée en réserve dans la région située au nord-est de Sélestat. Là elle lança un assaut contre Gertwiller et Molsheim avant de défendre la périphérie de Barr où elle a réussi à stopper un assaut américain après avoir détruit 13 chars Sherman. Le 28 et le 30 novembre, 35 blindés alliés ont été mis hors de combat par la brigade au nord de Sélestat, dont 7 furent détruits avec un Panzerfaust par le Gefreite (caporal) Fink de la 8e compagnie du Panzergrenadier-Bataillon 2106. Ensuite, jusqu'au 3 décembre, la brigade se bat autour de Kaysersberg et Ostheim. Entre le 12 et le 14 décembre 1944, elle effectua une contre-offensive en direction de Sigolsheim et Bergheim, puis, jusqu'à la fin du mois de décembre, elle assura la défense des positions allemandes autour de Kaysersberg, Sigolsheim, Urbeis et Bennwihr. Après le 26 décembre elle fut placée en réserve à Soultz et, au début de l'année 1945, la brigade effectua des missions de défense et de contre-attaques dans la poche de Colmar. À la mi-janvier, la brigade est mise au repos pour être reconditionnée près d'Emmendingen, en Allemagne, avant d'effectuer, entre le 22 et le 25 janvier, des contre-attaques dans le bassin potassique alsacien, près de Richwiller, afin de contrer l'avance de la 1re armée française. Finalement, du 3 au 7 février elle effectua à nouveau des combats défensifs près de Colmar avant d'être relevée le 8 février 1945 et de quitter définitivement l'Alsace.
La brigade est alors transportée par chemin de fer dans la région de Cologne - Siegburg pour participer à la défense du Reich au sein du groupe d'armées « B ». Entre le 1er et le 7 mars 1945, la brigade est déployée autour de Cologne et participe aux combats pour la défense de Bonn et Bad Honnef. Entre le 8 et le 28 mars, la brigade effectue des actions défensives autour de Ägidienberg (en), Altenkirchen, Dierdorf et Hager durant lesquels elle participe à de violents combats avec la 1re division d'infanterie américaine. Le nombre de tués durant ces combats s'élève à près de 2 000 soldats américains et à environ 1 200  à   1 500 soldats  allemands. La 106e brigade blindée fut ensuite affectée au groupe d'armées « H » et elle a combattu aux côtés de la 1re armée parachutiste dans la poche de la Ruhr, au nord de Duisbourg. À l'issue de cette bataille, une partie de la brigade s'est repliée vers le sud de la poche tandis que d'autres éléments ont capitulé, en même temps que le groupe d'armées "B", et furent faits prisonniers par les Américains.

## La fin
Des éléments de la brigade rejoignent Großrhüden, puis la région de Schwarzenbek où l'unité reçoit de nouveaux blindés. Le 16 avril, la brigade s'est déplacée vers Lauenburg, au bord de l'Elbe et le 17 avril, les éléments survivants de la 106e brigade blindée Feldherrnhalle rejoignent, en tant que Kampfgruppe II la Panzerdivision Clausewitz nouvellement créée. Le 18 avril, la brigade perce les lignes ennemies et traverse la lande de Lunebourg.
Le 21 avril, elle a atteint Fallersleben où elle fait sauter un de ses chars défectueux. Le jour suivant elle se retrouve sur les hauteurs de l'Elm, des collines boisées situées à l'est de Brunswick, où elle est mêlée à de violents combats avec des unités américaines à proximité de Langeleben (en).
Finalement, dans une situation désespérée, le dernier char de la 106e brigade blindée Feldherrnhalle est détruit par son propre commandant et les deux derniers équipages de blindés se séparèrent à la recherche de leur salut…
Ainsi se termine l'histoire de la 106e brigade blindée Feldherrnhalle, le 22 avril 1945, dans un petit village à l'est de Brunswick. Les survivants de la brigade se rendent aux Américains le 8 mai 1945.